# Parafia Miłosierdzia Bożego w Chełmku
Parafia Miłosierdzia Bożego w Chełmku – parafia rzymskokatolicka należąca do dekanatu Libiąż archidiecezji krakowskiej. Została utworzona w 1990. Kościół parafialny został wybudowany w latach 1992–1997, poświęcony w 1998. Mieści się przy ulicy Wojska Polskiego.